# 걸프스트림 G550
걸프스트림 G550은 미국 제너럴 다이내믹스의 걸프스트림 항공이 제작한 비즈니스 제트기이다.

## 역사
2003년부터 550대 이상을 생산했다. 2017년 가격은 6150만 달러이다.

## 파생형

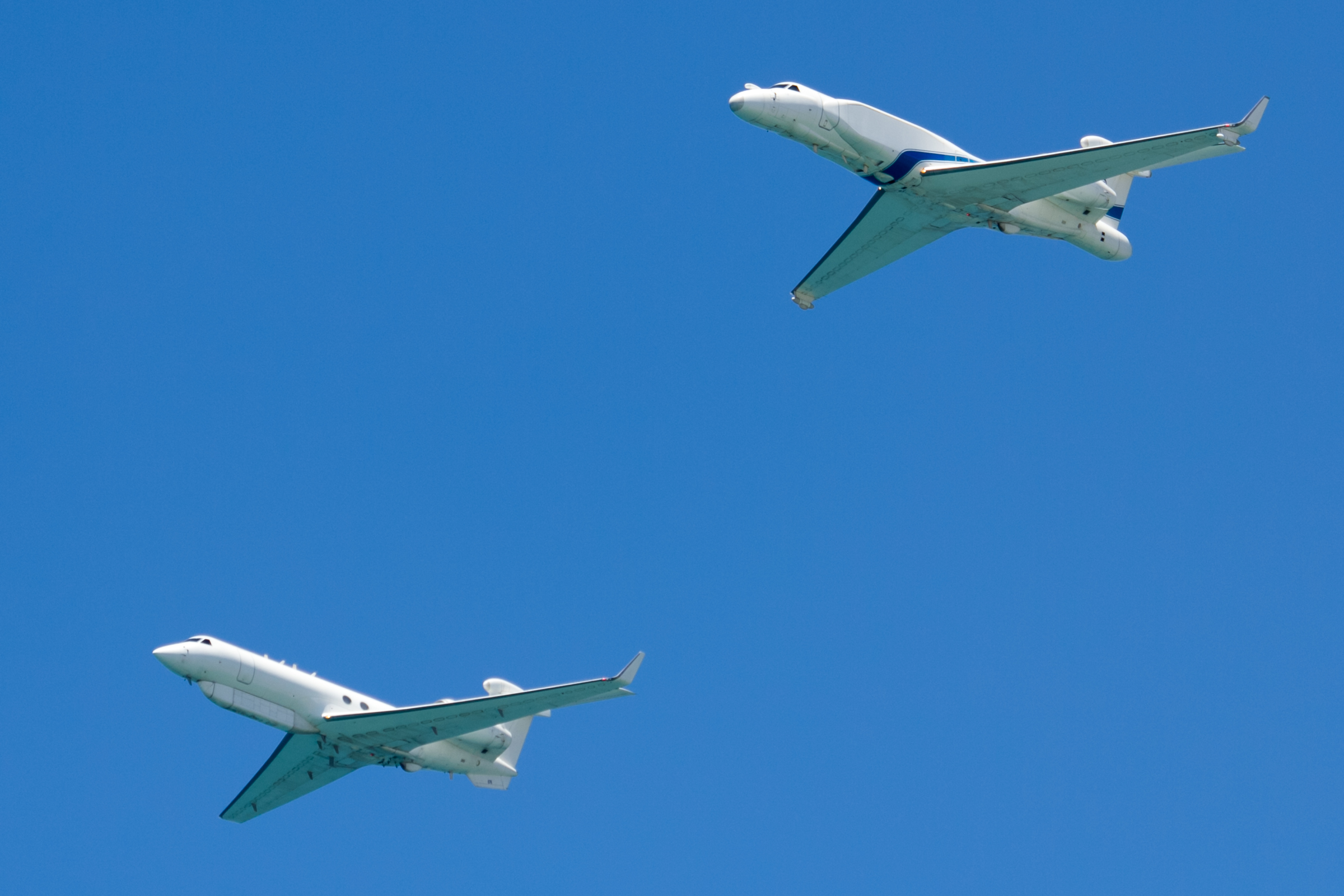
2016년 이스라엘 나숀 비행대대의 샤빗 전자전기(왼쪽)와 에이탐 조기경보기. 모두 걸프스트림 G550을 개조했다.

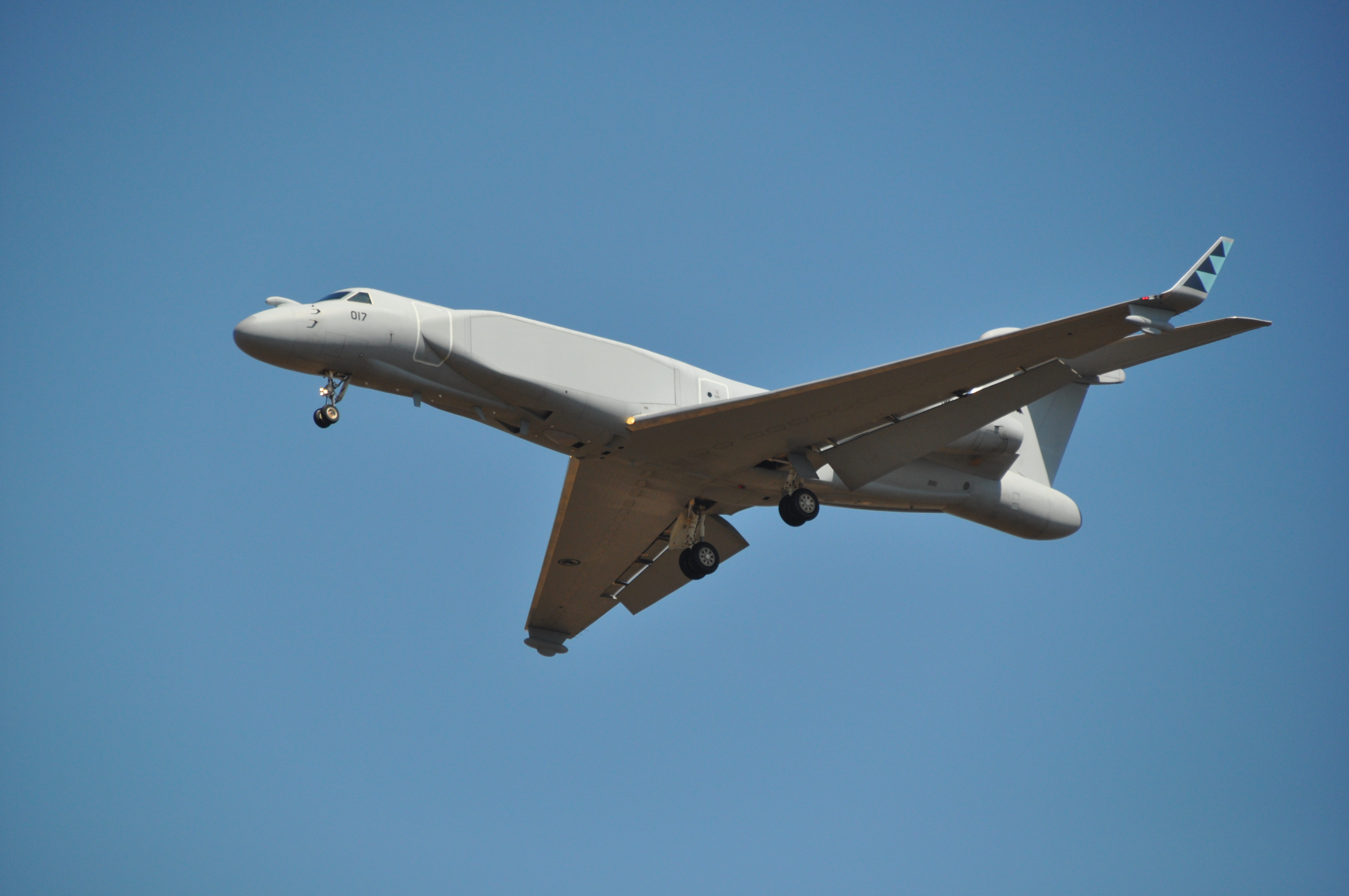
싱가포르 공군의 G550 조기경보기

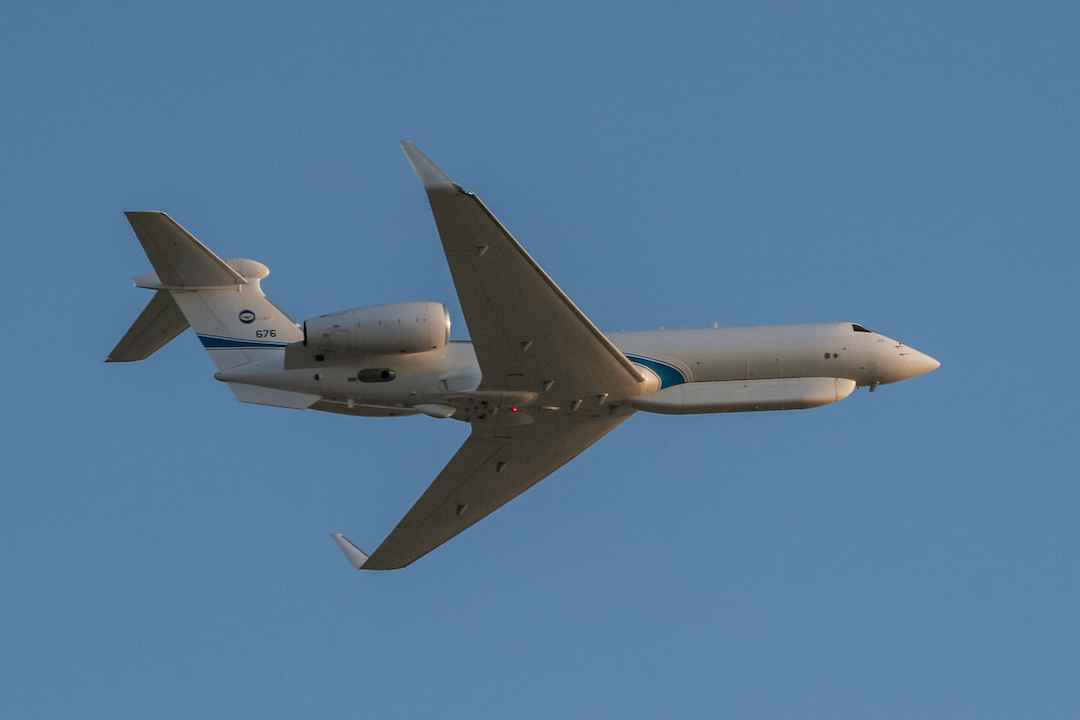
이스라엘 공군의 샤빗 전자전기

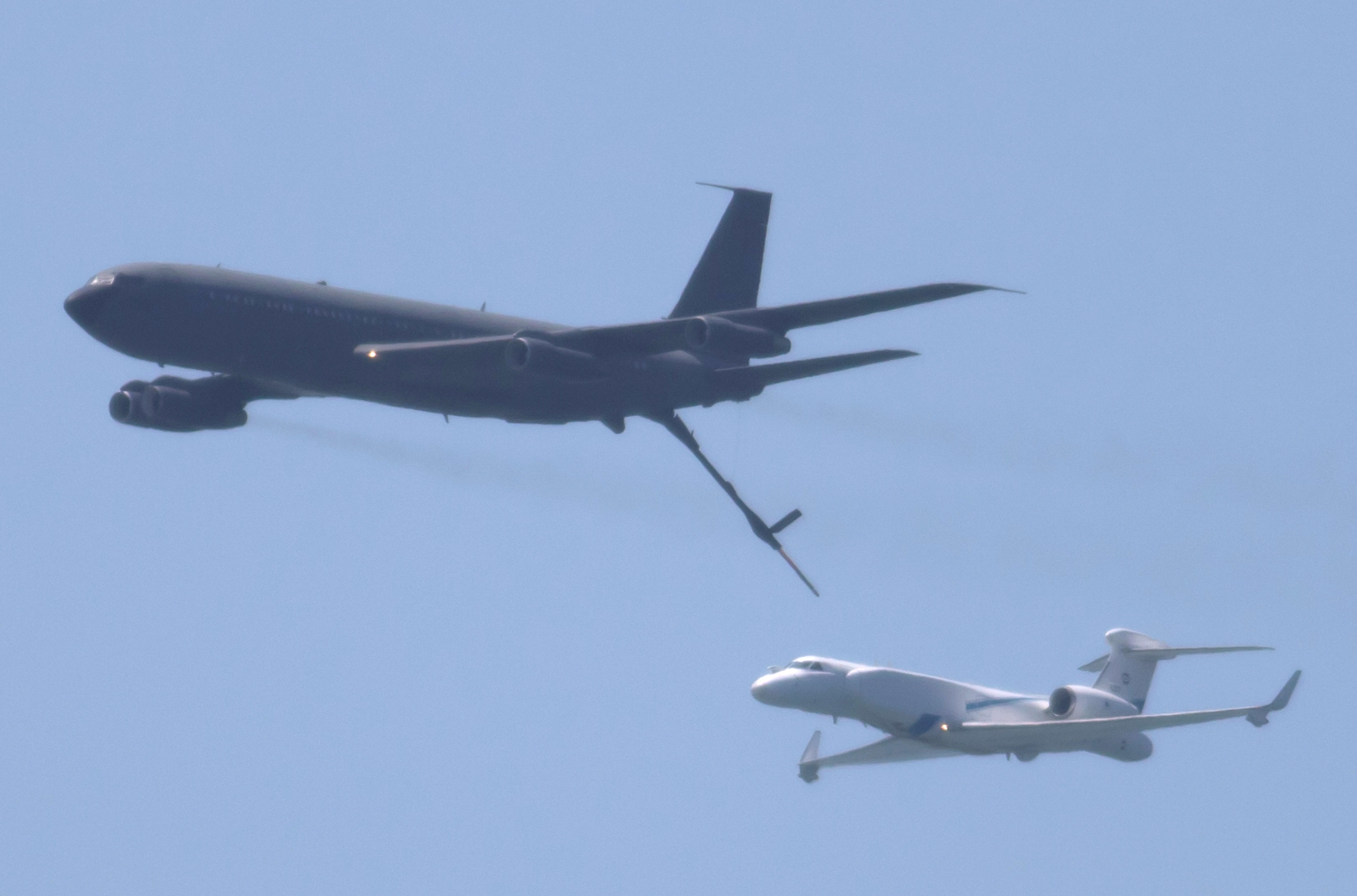
공중급유를 받고 있는 이스라엘 공군의 에이탐 조기경보기

G500연료통을 줄였다. 2004년 소개되었으며, 항속거리 10,700 km 버전이다.
C-37B미국 VIP 수송기
EC-37B미국 전자전기, EC-130H 컴패스 콜 후속기. 전자장비는 미국 L3 테크놀로지가 장착한다.
NP-37B미국 해군의 조기경보기
G550 조기경보기이스라엘 공군의 2대는 에이탐 조기경보기라고 부르며, 나숀 비행대대에 배치되어 있어 나숀 에이탐이라고도 한다. 이스라엘 엘타 EL/M-2085를 장착했다.
G550 전자전기나숀 비행대대의 샤빗 전자전기 3대는 이스라엘 엘타사의 전자장비를 탑재했다. 2005년 실전배치되어, 2007년 시리아 원전을 폭파한 오차드 작전에 투입되었다.

## 대한민국
E-X 사업에서 최종 후보기종 2개 중에 들었지만, 보잉사의 보잉 737 AEW&C가 선정되었다.

## 사용국가
- 오스트레일리아
- 독일
- 이스라엘 - 에이탐 조기경보기 2대, 샤빗 전자전기 3대
- 이탈리아 - 조기경보기 2대
- 쿠웨이트
- 폴란드
- 싱가포르 - 조기경보기 4대, EL/W-2085 조기경보레이다 장착
- 스웨덴
- 탄자니아
- 튀르키예
- 우간다
- 미국

## 제원
일반 특성
- 승무원: 2명
- 승객: 19명
- 길이: 96 ft 5 in (29.4 m)
- 날개폭: 93 ft 6 in (28.5 m)
- 높이: 25 ft 10 in (7.9 m)
- 공허중량: 48,300 lb (21,909 kg)
- 화물중량: 6,200 lb (2,812 kg)
- 만재중량: 54,500 lb (24,721 kg)
- 최대이륙중량: 91,000 lb (41,277 kg)
- 최대착륙중량: 75,300 lb (34,156 kg)
- 최대연료량: 41,300 lb (18,733 kg)
- 엔진: 2 × Rolls-Royce BR710 C4-11 high-ratio bypass turbofan, 15,385 lbf (68.44 kN) each

성능
- 초과금지속도: Mach 0.885 (508 kn)
- 최대속도: Mach 0.85 (488 kn)
- 순항속도: Mach 0.8 (459 kn)
- 순항거리: 6,750 nmi (12,501 km)
- 최대고도: 51,000 ft (15,545 m)
- 이륙거리: 5,910 ft (1,801 m)
- 착륙거리: 2,770 ft (844 m)

## 같이 보기
- 걸프스트림 G650